# Paul Louis Bouchard
Pour les articles homonymes, voir Bouchard.
Paul-Louis Bouchard, né le 5 août 1853 à Paris et mort le 10 août 1937 à Neuilly-sur-Seine, est un artiste peintre français.

## Biographie
Élève de Gustave Boulanger, Jules Lefebvre et Fernand Cormon, au début de sa carrière, il peint des compositions historiques, dont beaucoup inspirées par l'histoire médiévale ; il a ensuite élargi ses horizons et abordé des sujets orientaux et russes.
Il reçoit en 1900 la médaille de bronze de l'Exposition universelle et est alors mis en hors-concours au Salon des artistes français dont il devient sociétaire perpétuel. 
Il est fait chevalier de la Légion d'honneur en 1908.
Son tableau Les Almées, utilisé en quatrième de couverture du no 92 de la revue Grand écrivain en 1987, qui symbolisent l'Orient onirique d'Arthur de Gobineau, est conservé au Musée d'Orsay.

## Galerie

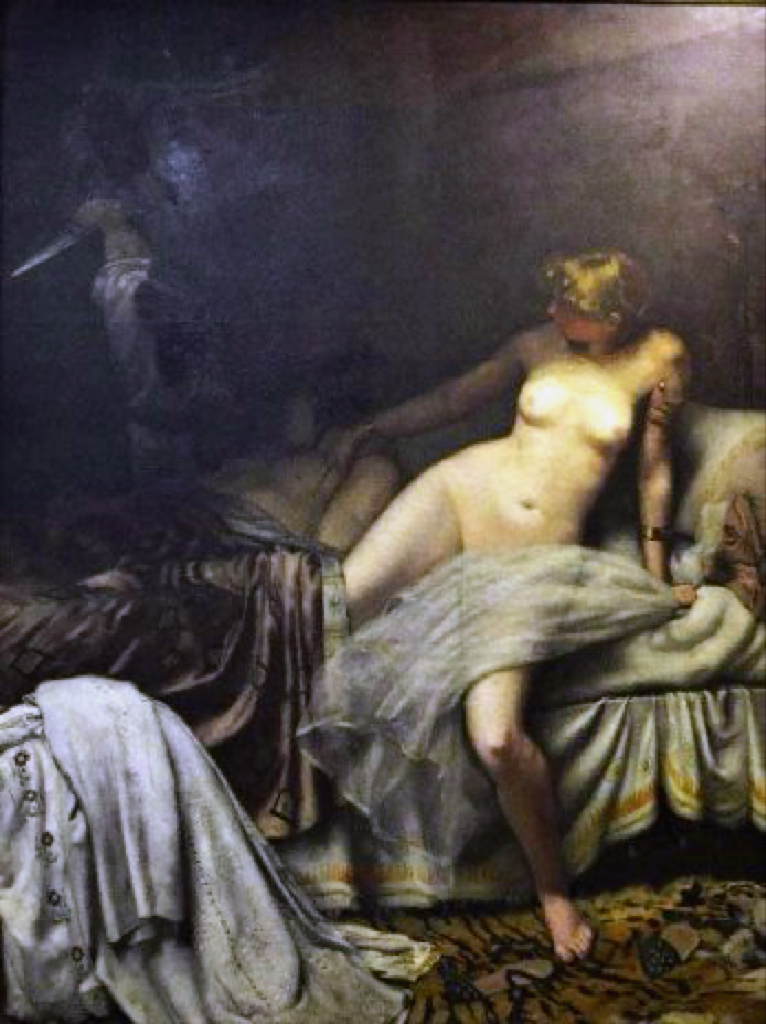
La Mort du roi Candaule, 1882
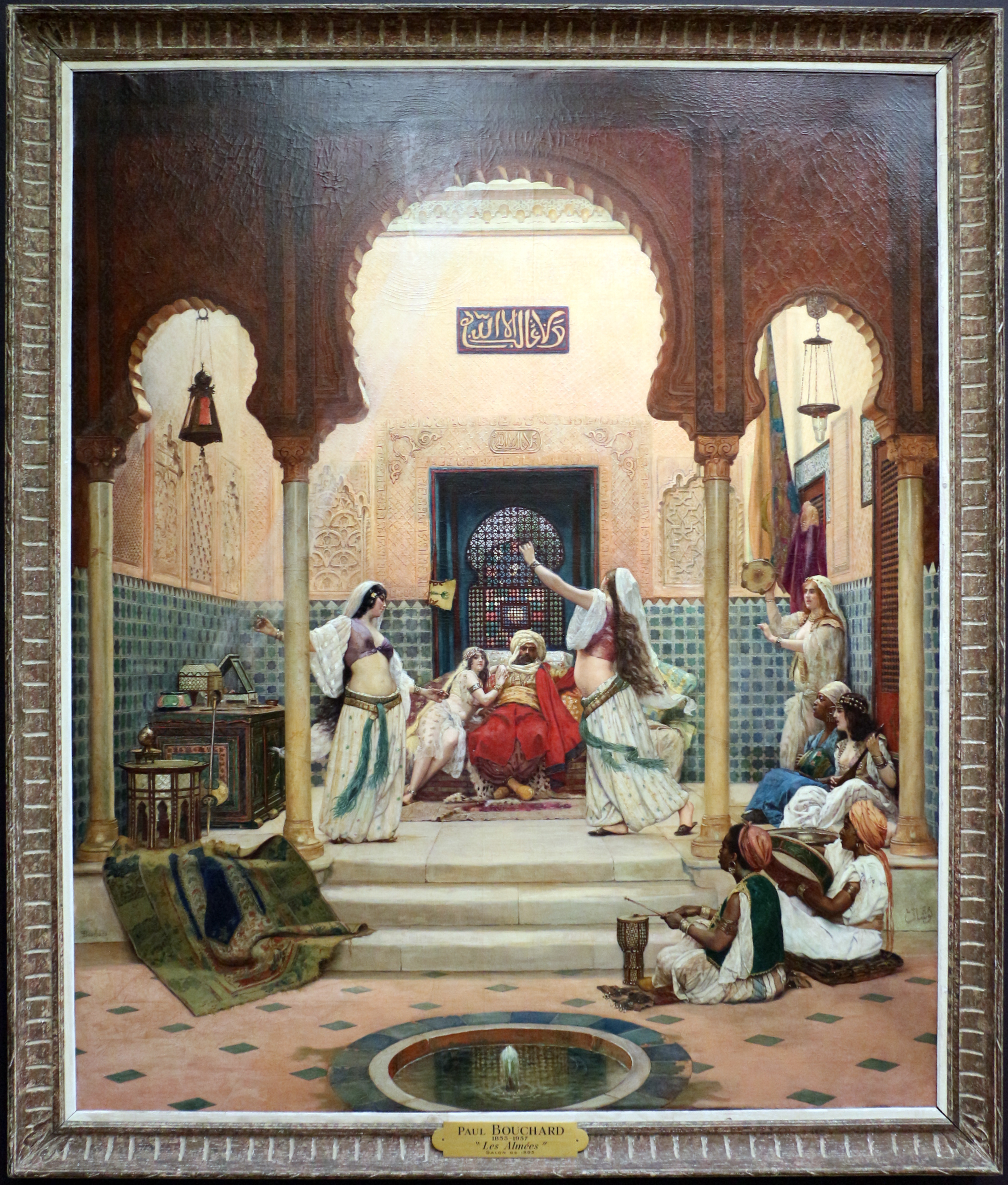
Les Almées, 1893
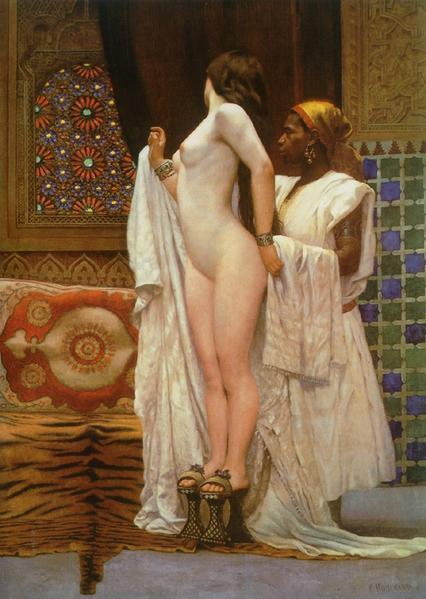
Après le bain, 1894
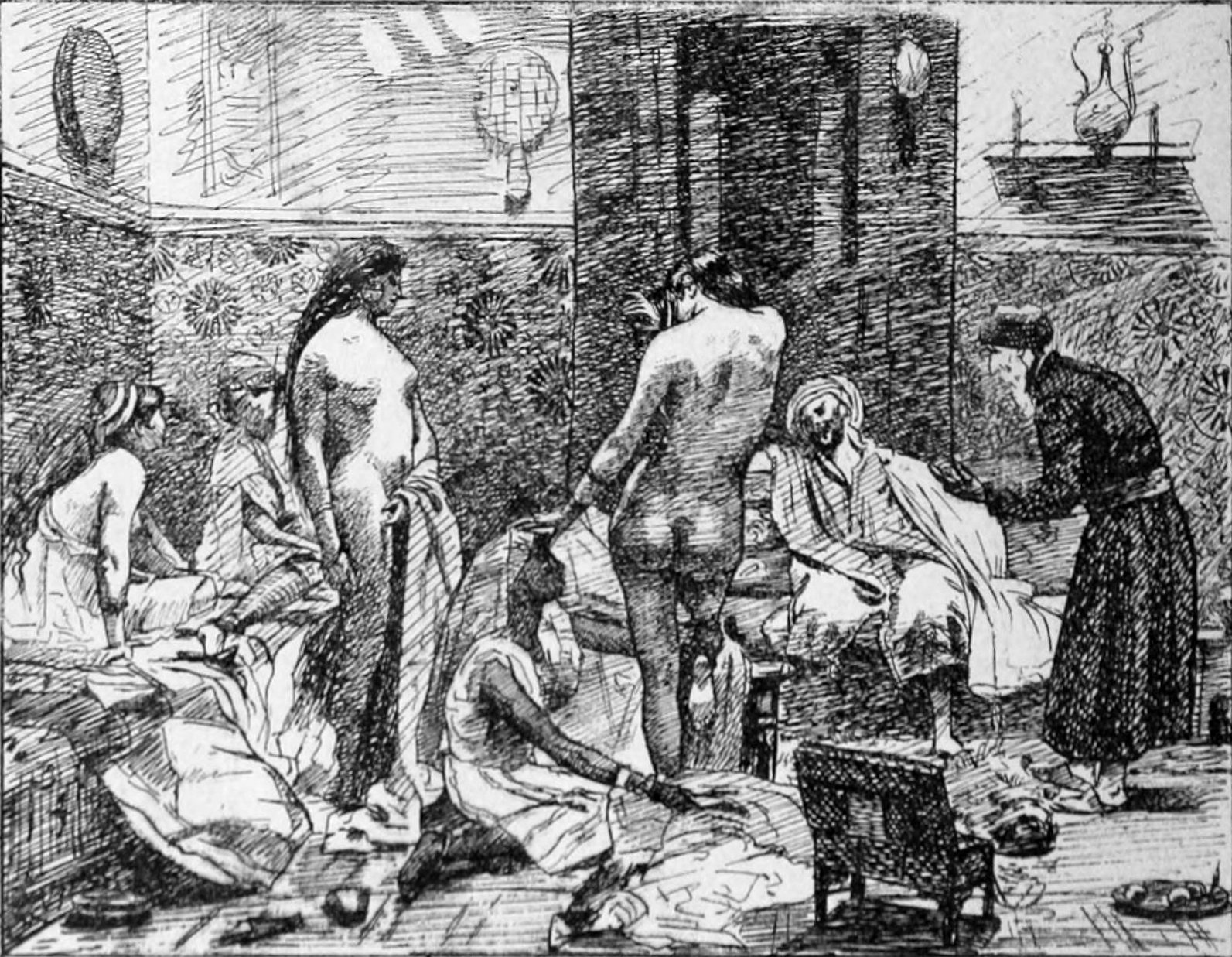
Namouna